# جبل حضن

طرف من أطراف جبل حضن

جبل حضن أو «ضلع حضن» أو «ضلع البقوم» : هو جبل أسود كبير مكون من صخور الحرات البركانية السوداء ويقع غرب المملكة العربية السعودية في منطقة مكة المكرمة في عالية نجد وهو أحد أهم معالم الجزيرة العربية، وذلك لأنه الحد الفاصل ما بين أشهر إقليمين بالجزيرة «نجد والحجاز» وهو الذي قد قيل به المثل «من رأى حضناً فقد أنجد». وذلك يعني أن من شاهد جبل حضن فقد دخل أرض نجد إذ أنه أول حدود نجد من جهة الحجاز. قال نصر:
| جبل حضن | حضن جبل مشرف على السّيّ إلى جانب ديار بني سليم, وهو أشهر جبال نجد | جبل حضن |

## من سكنه
سكنه قبائل عديدة ولكنها لم تستقر فيه فترة طويلة مثل قبيلة المرازيق من البقوم من الأزد التي تقطنه الآن وتشاركهم قبيلة هذيل فيه، فقد سكنته هذه القبيلة في أوائل القرن الرابع الهجري «أي لها الآن به أكثر من 1100 عام», ومن القبائل التي سكنته قبل المرازيق البقوم: قبائل من هوازن ومن قضاعة وغيرهم.
ونقل كتاب معجم البلدان ما نصه:
| جبل حضن | حضن جبل ضخم بناحية نجد, بينه وبين تهامة مرحلة, تبيض فيه النسور, يسكنه بنو جشم بن بكر | جبل حضن |

قال أبو المنذر في كتاب الافراق:
ظعنت قضاعة كلها من غور تهامة بعد ما كان من حرب بني نزار لهم وإجلائهم إياهم وساروا منجدين فمالت كلب بن وبرة بن تغلب بن حلوان بن عمران بن الحاف بن قضاعة إلى حضن والسّيّ وما صاقبه من البلاد، غير شكم اللات بن رفيدة بن ثور بن كلب فإنهم انضموا إلى فهم بن تيم اللات بن أسد بن وبرة بن تغلب وصاروا معهم ولحقت بهم عصيمة بن اللبو بن أمر مناة بن فتيئة ابن النمر بن وبرة فانضمت إليهم، ولحقت بهم قبائل بن جرم بن ربان فثبتوا معهم بحضن وأقاموا هنالك، وانتشرت قبائل قضاعة في البلاد.
والأن جبل حضن وما حوله من منازل قبيلة البقوم فأغلبه وجنوبه للمرازيق ويحده من الشمال قبيلة السميان والكرزان ومن الشرق يسكن بعض فروع قبيلة هذيل ولهم منه أطرافه الشرقية وكافة حدوده الغربية تقريبًا قبيلة الدهمة وكل هذه القبائل من شمل المحاميد من البقوم.
قال ابن خلدون في كتاب تاريخ ابن خلدون:
«وإذا دخلت في أرض الحجاز فقد أنجدت وأوّله من جهة تهامة الحجاز حضن ولذلك يقال أنجد من رأى حضنا».

## موقعه

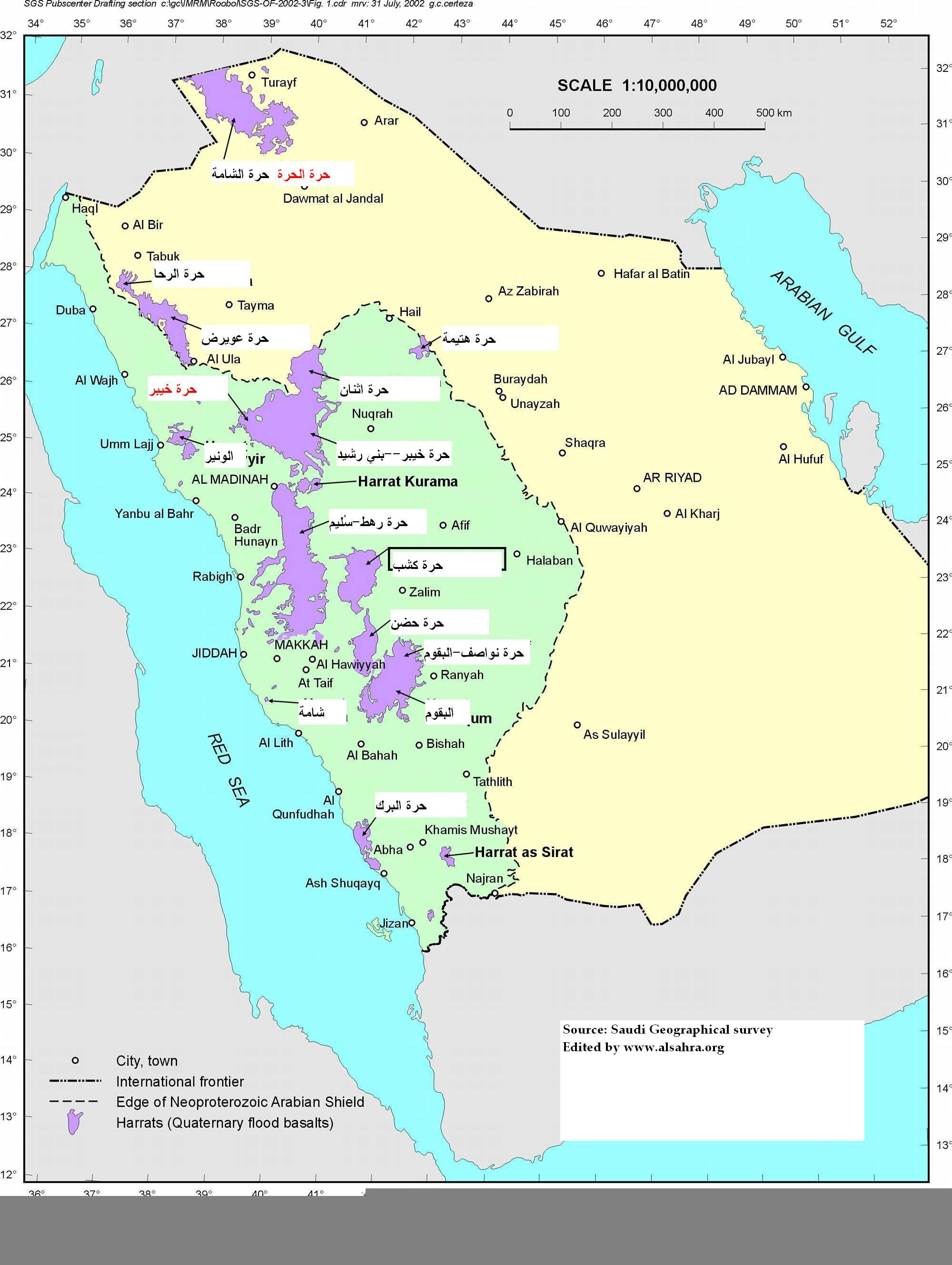
خريطة توضح حرات المملكة العربية السعودية ومنها جبل أو حرة حضن

يقع جبل حضن بالتحديد شمال وادي تربة في أرض منبسطة وذلك مما جعله بارزا واضحا يُرى من مسافات بعيدة بالعين المجردة، فبإمكان المشاهد أن يراه من وسط إقليم نجد ومن جبال الطائف وأيضا من الباحة من أعالي جبال السراة.

## أبعاده
يصل ارتفاع جبل حضن عند أعلى نقطة إلى 1656 متر فوق سطح البحر، وارتفاعه بالنسبة للمناطق التي حوله من 350 إلى 500 متر ويبلغ طوله من الشمال إلى الجنوب أكثر من 100 كم وعرضه من الشرق للغرب أكثر من 40 كم، فلو افترضنا خط دائري يطوق الجبل لبلغ طول الخط ما يقارب 300 كم.

## أقوال بعض المؤرخين
- قال الهمداني في كتابه «صفة جزيرة العرب» في وصفه طريق الحج الجنوبي حول سوق عكاظ: (و يضرب على مشرف جميع هذه المواقع جبل حضن من المحجة على يوم كسر).
- قال عنه ابن خميس في كتابه «المجاز بين اليمامة والحجاز»: (و بمحاذاة البتيلة وبريم يكون جبل حضن قد سد الأفق الجنوبي امامك واستطال من الشرق إلى الغرب وبرزت قمته ورؤوسه).
- و قال فيه الأديب والمؤرخ الأستاذ محمد بن ماجد بن غنام في كتابه «أجزاع تربة»: (لو جاز لي وصف حضن بعبارة مختصرة لقلت: انه الحاضر المجهول تراه من بعد فتحسبه صخرة واحدة وتقترب منه فيهولك بكثرة اوديته وشعابه وموارده ومراتعه وتباعد اطرافه ومناكبه وصعوبة دروبه التي لا يعرفها إلا من تنقل في جوانبه وجاب مجاهله).
- معجم البلدان: (يعد حضن آخر نقطة لعالية نجد حسب ما ذكره جميع المؤرخين والمؤلفين القدامى).

## شعراء ذكروا حضن
قد تغنى بجبل حضن منذ العصر الجاهلي وحتى عصرنا هذا شعراء كثيرون:
قال فيه جرير:
وقال يزيد بن حداق في أخبار المفضل:
و قال فيه المتلمس:
و قال الراجز:
و قال فيه أبو زيد الهلالي:
و قال الفارس الشاعر شليويح العطاوي:
و قال عبد الله الشريف:

## الحيوانات والطيور
كان في حضن العديد من الحيوانات والطيور ولكنها قد إنقرضت جميعها، فمن الحيوانات التي كانت فيه: الوعول والظباء وغيرها وكان فيه حيوانات مفترسة مثل النمور والفهود والذئاب وغيرها، وكان بعض سكان البادية في تلك المنطقة يستأنسون الفهود ليستخدموها في الصيد، وبالنسبة للطيور فكانت فيه أنواع من الطيور الجارحة مثل: النسر والصقر والعقاب وغيرها.

## لمحة
يحتوي جبل حضن على معالم وآثار كثيرة كأبار الطوال وكهوف الخويشة وأم القصور، لذا نرجوا من الهيئة العامة للسياحة والأثار السعودية إعطاء هذا المعلم المهم شيء من الاهتمام.

## وصلات ذات علاقة
- البقوم
- تربة البقوم
- دجنة
- وادي تربة
- حازم البقمي
- سد وادي تربة
- إمارة الحناتيش
- قلعة شنقل
- نادي منيف السعودي
- مرازيق البقوم
- الحشرج
- قائمة قبائل العرب
- مقعد بن حدري الهذلي